# Bertha Wehnert-Beckmann
Bertha Ernestine Henriette Wehnert-Beckmann (Cottbus, 15 gennaio 1815 – Lipsia, 6 dicembre 1901) è stata una fotografa tedesca.

## Biografia
Nata a Cottbus, nel Land di Brandenburgo, in giovane età cominciò a collaborare con il fotografo Wilhelm Horn a Praga. Nel 1839 la Beckmann lavorava come parrucchiera a Dresda. L'anno successivo conobbe il suo futuro marito, il fotografo Eduard Wehnert (1811–1847), che la introdusse alla dagherrotipia e agli innovativi processi di colorazione con la lastra di vetro in negativo, che consentiva un numero illimitato di stampe. Nel 1843, insieme a suo marito aprì uno studio a Lipsia, diventando la prima fotografa professionale tedesca. Dopo la morte del marito nel 1847, continuò a gestire l'attività da sola. Nel 1849, si trasferì negli Stati Uniti, dove aprì uno studio fotografico a New York, prima al 62 di White Street e più tardi al numero 385 di Broadway. In America, ricevette un'onorificenza per la sua la sua tecnica nei ritratti fotografici. Ritornò a Lipsia nel 1851, dopo aver ceduto al fratello l'attività di New York. Nel 1866, trasferì il suo studio di Lipsia a Elsterstraße, dove assunse molti dipendenti: in poco tempo questo luogo divenne uno degli indirizzi notabili della città. Intorno al 1866 si ha notizia di un suo studio a Vienna. Si ritirò nel 1883 all'età di 68 anni.

## Attività artistica

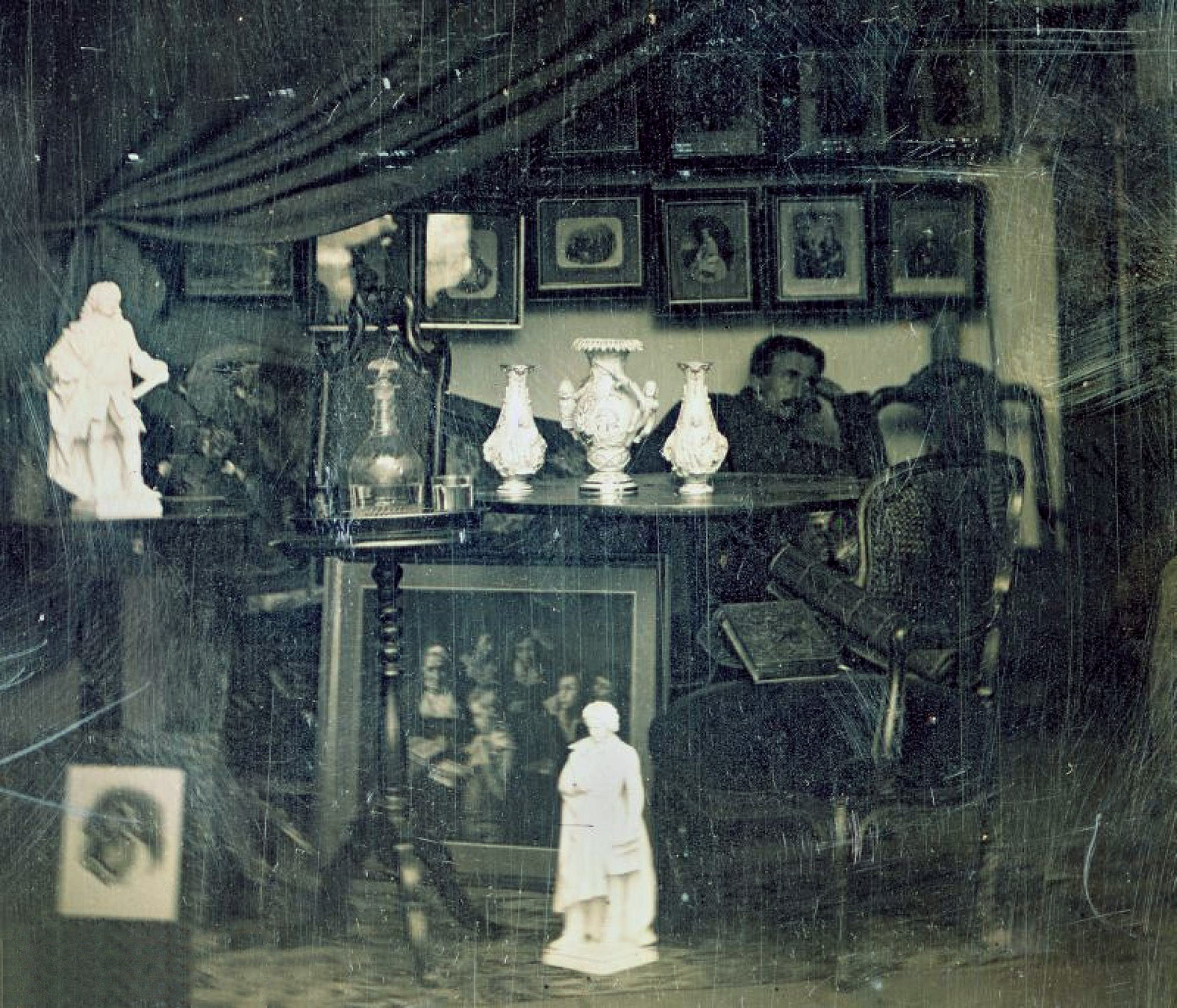
Una foto scattata dalla Wehnert-Beckmann del suo studio, 1850 circa

Il suo lavoro combina un approccio umano con un'alta qualità artistica e tecnica. Specializzata in ritratti, i suoi lavori migliori hanno come soggetto i bambini. Il suo interesse per le innovazioni tecniche, l'uso di moderne tecniche pubblicitarie e il suo senso degli affari contribuirono al suo successo nell'arte della fotografia.
Wehnert-Beckmann fu una delle due fotografe provenienti dalla Sassonia ad esporre alla Erste Allgemeine Deutsche Industrieausstellung, prima fiera dell'industria tedesca, tenutasi nel 1854 a Monaco di Baviera, dove portò fotografie e documenti stampati. Oggi i suoi lavori possono essere ammirati al Leipzig's Stadtgeschichtliches Museum.